# Grammitis baldwinii
Grammitis baldwinii là một loài dương xỉ trong họ Polypodiaceae. Loài này được Copel. mô tả khoa học đầu tiên.